# Juan Manuel Ferrari
Juan Manuel Ferrari (Montevideo, 21 de mayo de 1874 - Buenos Aires, 31 de octubre de 1916) escultor uruguayo.

## Datos biográficos
En 1890 obtuvo una beca del gobierno de Uruguay que le permitió viajar a Europa. Instalado en Roma fue alumno del escultor Ettore Ferrari y de Ercole Rosa en el Real Instituto de Bellas Artes.
Regresó a Uruguay en 1896 y estableció su propio taller.
Pasó a vivir a Buenos Aires. En 1915 se instaló nuevamente en Roma.

## Obras
Entre las obras de Ferrari cabe destacar los siguientes monumentos públicos:
- Monumento a Juan Antonio Lavalleja, inaugurada en Minas (1902).
- Monumento a la Batalla de Las Piedras, inaugurada en la ciudad del mismo nombre (1911).
- Monumento al Ejército Libertador del General San Martín, realizado por encargo del Gobierno de la Provincia de Mendoza (Argentina), inaugurado en el Cerro de la Gloria, en los Andes (1914).
- Monumento al Ejército de Los Andes, en la Provincia de Mendoza.
- La Pirámide de la Paz de abril de 1872 declarada Monumento Histórico Nacional en 1992 ubicada en la Plaza de los Treinta y Tres Orientales, Ciudad San José de Mayo (Uruguay).